# 사인파

원 (기하학)을 돌면서 원의 y 구성요소를 추적하면 사인파(빨간색)가 생성된다. x 구성요소를 추적하면 코사인파(파란색)가 생성된다. 두 파동은 주파수는 동일하지만 위상이 다른 정현파이다.

사인파(sine wave), 정현파(기호: ∿)는 파형이 삼각 사인 함수인 주기파이다. 역학에서 시간에 따른 선형 운동은 단순 조화 운동이다. 회전으로서는 등속 원운동에 해당한다. 사인파는 바람파, 음파, 단색 복사와 같은 광파를 포함하여 물리학에서 자주 발생한다. 엔지니어링, 신호 처리 및 수학에서 푸리에 분석은 일반 함수를 다양한 주파수, 상대 위상 및 크기의 사인파 합계로 분해한다.
동일한 주파수(그러나 임의의 위상)의 두 사인파가 선형으로 결합되면 결과는 동일한 주파수의 또 다른 사인파이다. 이 속성은 주기파 중에서 독특하다. 반대로, 일부 위상이 0 기준으로 선택되면 임의 위상의 사인파는 각각 0 및 1/4 사이클 위상, 사인 및 코사인 구성 요소를 갖는 두 사인파의 선형 조합으로 작성될 수 있다.

## 같이 보기
- 지수 함수
- 오일러 공식
- 푸리에 변환
- 조화해석학
- 조화급수
- 배음렬
- 헬름홀츠 방정식
- 오실로스코프
- 페이저 (전자)
- 순음 (물리)
- 파동
- 파동 방정식
- 물결표